# Roee Rosen
Roee Rosen (* 1963 in Rechovot) ist ein israelischer Konzeptkünstler, Autor und Filmemacher.

## Leben und Werk
Roee Rosen studierte bis 1984 Philosophie und Komparatistik an der Universität Tel Aviv und erlangte 1989 den BFA an der School of Visual Arts in New York. Er absolvierte 1991 den MFA am Hunter College in New York. Rosen lehrt als Professor an der HaMidrasha – Faculty of the Arts am Beit Berl College in Kfar Saba und an der Bezalel Academy of Arts and Design in Jerusalem. 2017 nahm er mit dem Video The Dust Channel an der Documenta 14 teil. Der Kurator Hilla Peleg beschreibt Roee Rosens Werk als "ein künstlerisches Universum, das die normativen Implikationen von Identitäten und Identifikationen durch Fiktionalisierung, Ironie und Revision verräterisch unterläuft." In zahllosen Variationen verknüpfe er typischerweise die aktuelle israelische und Weltpolitik mit mythischen und politischen Bezügen zur europäischen und jüdischen Geschichte. Unter Verwendung einer Vielzahl von fiktiven Charakteren und ikonografischen Motiven und Codes beziehe sich Rosen häufig nicht nur auf den Kanon der historischen Avantgarde und transgressive Traditionen vom Marquis de Sade bis zu Georges Bataille, sondern auch auf populäre Medien, politische Propaganda und klassische Kindermärchen, und transformiere diese.

## Fiktive Figuren

### Justine Frank (1900–1943)

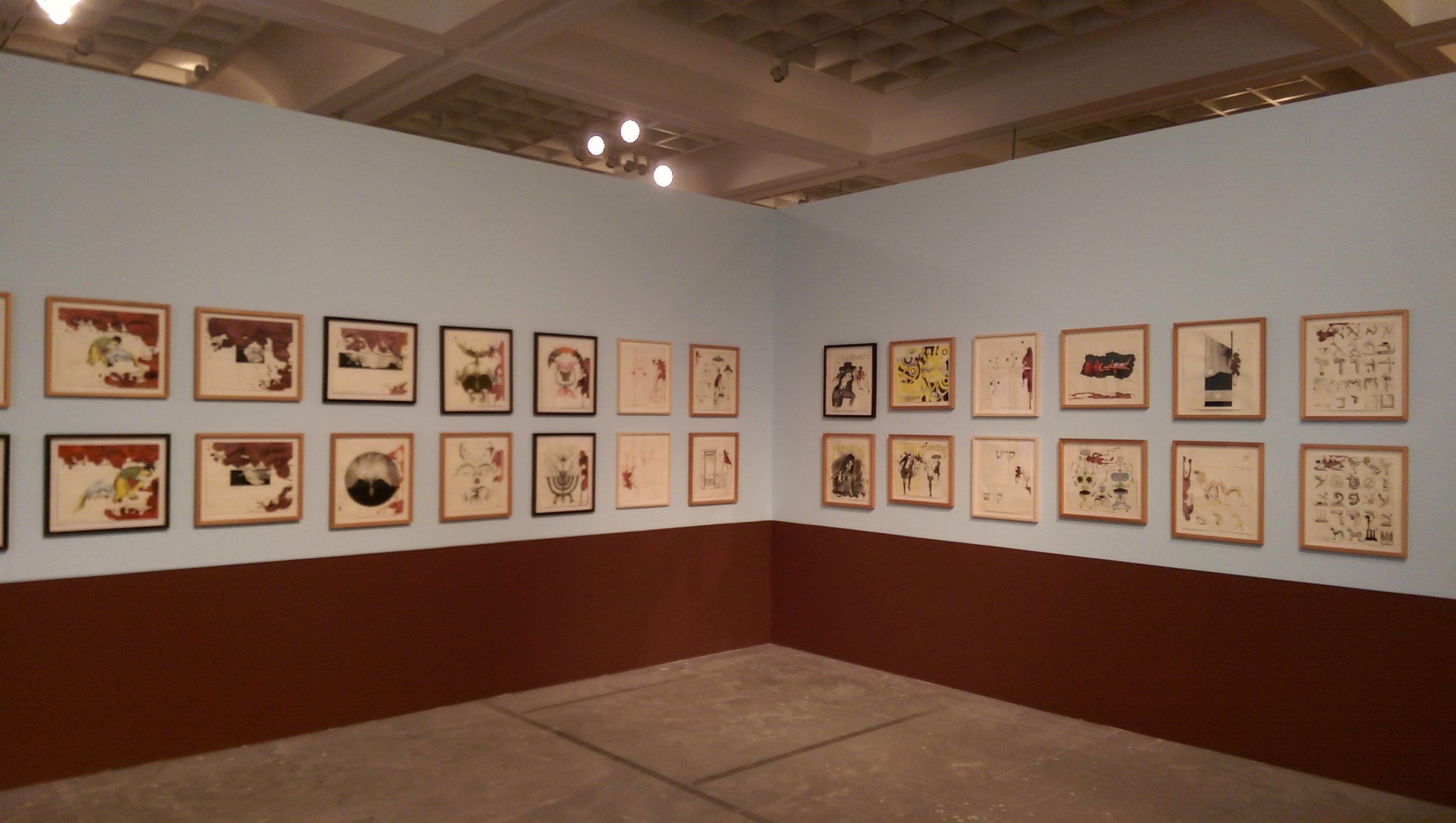
Ausstellungsansicht Roee Rosen: A Group Exhibition, Tel Aviv Museum of Art, 2016

Integraler Bestandteil von Roee Rosens Kunst sind erfundene, nicht-existierende Figuren von Künstlerinnen und Künstlern. Die erste fiktive Figur in Rosens Werk ist die Künstlerin Justine Frank, eine jüdisch-belgische Malerin des Surrealismus, die aus Antwerpen stammt und von 1900 bis 1943 gelebt hat. Die Künstlerin ist Autorin des pornographischen Romans "Sweet Sweat", der Rosen auch als Titel der gleichnamigen Publikation dient. In ihrer Kunst wie auch Literatur kombiniert Frank explizites erotisches Bildmaterial mit Metaphern des Judentums sowie magischen Elementen und nimmt damit eine höchst polemische und verstörende Position ein. Später arbeitet Frank in Palästina, sie lehnt den Zionismus ab und weigert sich, Hebräisch zu sprechen. Neben der Publikation kommt die Figur von Justine Frank auch 2009 in der Retrospektive Justine Frank (1900–1943): A Retrospective in der Extra City Kunsthal Antwerpen sowie im Film Two Women and a Man (2005) vor.

### Maxim Komar-Myshkin (1978–2011)

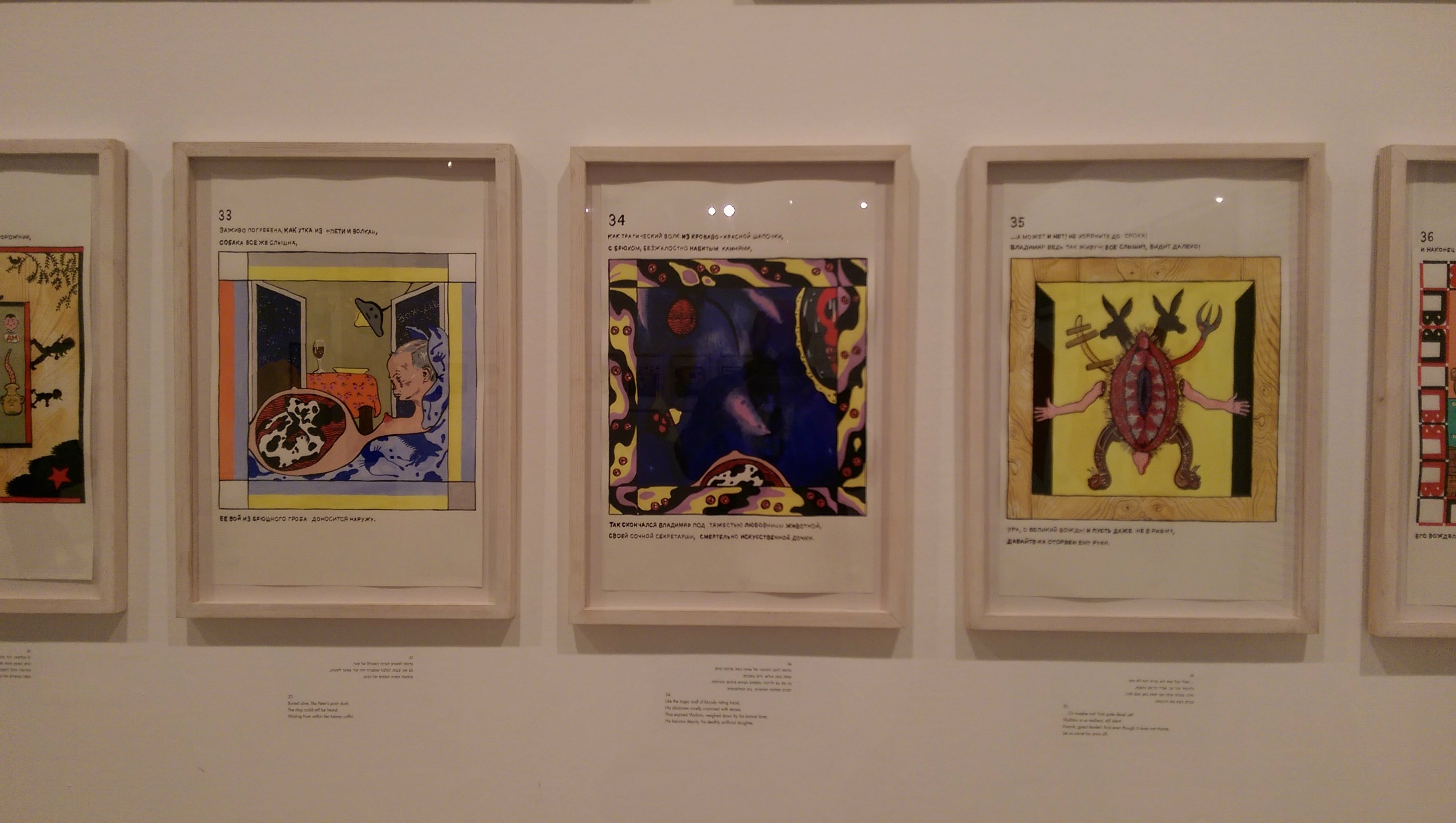
Ausstellungsansicht Roee Rosen: A Group Exhibition, Tel Aviv Museum of Art, 2016

Die zweite fiktive Figur ist Maxim Komar-Myshkin, Pseudonym des russischen Poeten und Malers Efim Poplavsky (1978–2011), der 1978 nach Israel migriert und 2011 Suizid begeht. Komar-Myshkin gründet das Kollektiv "Buried Alive", eine Gruppe von ehemaligen sowjetischen Künstlerinnen und Künstlern, die die israelische Kultur ablehnen und sich als "russische Kulturzombies" bezeichnen. Die Geschichte widmet sich einerseits den Arbeiten des Kollektivs wie auch dem individuellen Werk von Poplavsky. In der Geschichte leidet Komar-Myshkin an einer akuten Paranoia und glaubt, er werde von Wladimir Putin verfolgt. In seinem Hauptwerk, dem Album Vladimir's Night rächt sich Komar-Myshkin am Russischen Präsidenten. In den Anmerkungen kommt eine weitere fiktive Person, Rosa Chabnova, zu Wort. Sie spricht über die Machenschaften von russischen Oligarchen, mittelalterliche Literatur, politische Morde und die russische Immigrationswelle in Israel. Chabanova, promoviert in Komparatistik an der Universität Jaffa und entschlüsselt die rätselhafte Geschichte von Komar-Myschkin. Sie kommt zu Erkenntnissen darüber, was in den letzten Lebensjahren von Komar-Myschkin tatsächlich geschah. Die Figur spielt die Hauptrolle in der gleichnamigen Publikation.

## Filme

### Two Women and a Man(2005)
Der Film Two Women and a Man porträtiert die fiktive Figur Justine Frank und zeigt Ausschnitte aus einem Interview mit einer weiteren fiktiven Person, Franks Professorin und Übersetzerin. Das Fernsehinterview gibt einen Überblick über Franks Werk und macht die manipulative Aneignung ihres Erbes durch Roee Rosen zum Thema.

### The Confessions of Roee Rosen(2008)
Zu Beginn des Films The Confessions of Roee Rosen erklärt der Künstler, der sich selbst verkörpert, dass er, da er kurz vor dem Tod steht, nicht mehr Lügen, Skandalen und falschen Identitäten anheimfallen, sondern fortan beichten will. Die Bekenntnisse werden von drei weiblichen Ersatzidentitäten vorgetragen: Roee Rosen 1, 2 und 3, die als illegale Gastarbeiterinnen nach Israel gekommen sind. Sie tragen Monologe auf Hebräisch vor, das sie kaum beherrschen, wobei sie einen Text in lateinischen Buchstaben von einem Projektor ablesen. Markierungen auf dem Projektor zeigen den Darstellerinnen an, dass sie gelegentlich die Körperbewegungen und den Gesichtsausdruck des echten Roee Rosen nachahmen sollen. Der Text ist als hybrid: Einerseits stellt er einen eher zweifelhaften Bericht über Roee Rosens eigene "Verbrechen" dar, andererseits ist er eine teilweise plausibler Monolog einer Gastarbeiterin. Die Bekenntnisse werden durch musikalische Zwischenspiele des Roee Rosen Confessions Ensemble unterbrochen, in dem ausschließlich Musikerinnen spielen.

### Tse (Out)(2010)
Tse (Out) stellt eine BDSM-Szene in einem gewöhnlichen Wohnzimmer in den Mittelpunkt. Durch Schläge erfährt die nackte, festgebundene Schauspielerin nicht nur Lust und Schmerz, sondern äußert auch Zitate des rechten Politikers Avigdor Lieberman, ehemaliger Außenminister Israels. Der Film verbindet in der mehrdeutigen Szenen Aspekte der Beichte unter Folter mit Ritualen des Exorzismus und erotischen Praktiken.
Zu Beginn des Films werden die Protagonistin und der Protagonist interviewt, was den Anschein einer Dokumentation erweckt. Im Verlauf des Films entwickelt sich ein Narrativ, wobei der Folterer zum Exorzisten und die Gefolterte zur Besessenen wird. In der Schlussszene wird ein Lied mit dem Text Brief an die Mutter des russischen Dichters Esenin gespielt. Die lange, ungeschnittene Szene ist eine Hommage an Dušan Makavejevs Film WR, The Mystery of the Organism, der radikale Sexualität mit Politik verknüpft.
Der Film feierte Premiere an den 67. Internationalen Filmfestspielen von Venedig und gewann einen Orizzonti-Preis, beim CPH:DOX wurde er mit einer Special Mention ausgezeichnet.

### The Buried Alive Videos(2013)
The Buried Alive Videos besteht aus sechs einzelnen Werken, die angeblich von der Buried Alive Group zwischen 2004 und 2010 produziert worden sein sollen, und verbindet sie mit Auszügen aus dem Buried Alive Manifesto, das die ideologischen und kreativen Leitlinien der Gruppe vorgibt.
Der Film wurde 2013 am Internationalen Filmfestival von Rom gezeigt.

### The Dust Channel(2016)
Der Film The Dust Channel ist eine Operette mit einem Libretto auf Russisch, das den Staubsauger Dyson DC07 besingt. Das Bühnenstuck spielt mitsamt Musikerinnen und Musikern in einem bürgerlichen israelischen Haushalt und vermischt soziopolitische Themen wie Xenophobie mit Aspekten des Vergnügens, Wohlstands und sexuellen Fantasien.
Der russische Text ist ein Sprechgesang, der den Staubsauger durch das Erzählen seiner eigenen Geschichte, zum Leben erwecken soll. Dreck und Staub werden bildlich mit Sand oder der Wüste assoziiert. Im Film wird das Internierungslager Holot in der Wüste Megev erwähnt, wo politische Flüchtlinge, die vom Staat Israel nicht anerkannt sind, gefangen gehalten werden. Das Lager befreit die Gesellschaft von unerwünschten Personen und hält sie so, analog zum Staubsauger, "rein".

## Filmografie (Auswahl)
- 1995: Dr. Cross, A Dialogue, 15 min.
- 2005: Two Women and a Man, Joanna Führer-Ha'sfari on Justine Frank, 17 min.
- 2007: Confessions Coming Soon, 8'40''
  - I Was Called Kuney-Lemel, 4'15''
- 2008: The Confessions of Roee Rosen, 57 min.
  - Gagging During Confession: Names and Arms, 4'38'' .
- 2010: Tse (Out), 34 min.
  - Hilarious, 22 min.
- 2013: The Buried Alive Videos, 36 min.
- 2016: The Dust Channel, 23 min.
- 2022: Kafka for Kids, 111 min.

## Einzelausstellungen
- 2022: Roee Rosen: Kafka for Kids and Other Troubling Tales, Kunstmuseum Luzern
  - Kafka for Kids and The Dust Channel, 1646, Den Haag
  - Kafka for Kids, The Paintings, Galerie Rosenfeld, Tel Aviv
- 2020: "They're Saying That I am Not Really Me", Koresh 14, Jerusalem
  - Roee Rosen and Ruti Sela, Marseille Jamilla, HaMidrasha Gallery, HaYarkon 19, Tel Aviv
- 2019/20: Roee Rosen: The Mosquito-Mouse and Other Hybrids, Kunsthal Charlottenborg, Kopenhagen
- 2019: Roee Rosen: Exorcisms, Project Ars Center, Dublin
  - Roee Rosen: Poetry and Catharsis, Impakt Centre for Media Culture, Utrecht
  - The Buried Alive Cycle: Videos and Drawings, Galerie Erna Hecey, Luxembourg
- 2018: Roee Rosen: Histoires dans le pénombre (Stories in the Dark), Centre Pompidou, Paris
  - Douce sueur (Sweet Sweat): Roee Rosen Film Retrospective, Centre Pompidou / Jeu de Paume, Paris
- 2017: The Dust Channel, Riccardo Crespi, Mailand
- 2016: Roee Rosen: A Group Exhibition, Tel Aviv Museum of Art
  - Live and Die as Eva Braun and Other Intimate Stories, Edith-Russ Haus für Medienkunst, Oldenburg
- 2015: A Guided Journey Inside My Grave, Galerie Rosenfeld, Tel Aviv
- 2014: Pasta alla Puttanesca, Galerie Riccardo Crespi, Mailand
- 2013: Maxim Komar Myshkin: Vladimir's Night, Galerie Rosenfeld, Tel Aviv
- 2012: Roee Rosen, Vile Evil Veil, Institute of International Visual Arts, London
- 2012: I Never Lie, Galerie Labirynt, Lublin
- 2011: The Dynamic Dead Roee Rosen, Schloss Ujazdowski, Warschau
- 2009: The Confessions of Roee Rosen, Center of Contemporary Art, Tel Aviv
  - Roee Rosen / Justine Frank, Kunsthal Extra City, Antwerpen
- 2007: Confessions Coming Soon, Galerie Rosenfeld, Tel Aviv
- 2006, Ziona and the Twins, Galerie Rosenfeld, Tel Aviv
- 2005: Justine Frank: A selection, John Hope Franklin Center, Duke University
- 2003, Justine Frank: A Retrospective, Herzliya Museum of Contemporary Art
  - Lavie Suite and Other Paintings, Galerie Rosenfeld, Tel Aviv
- 2000: Two Books: Lucy and A Different Face, Galerie Rosenfeld, Tel Aviv
  - Lucy: The Origins, Galerie Kibbutz Be'eri
- 1997: Live and Die as Eva Braun, The Israel Museum, Jerusalem
- 1996: Professionals, The Artists' Studios, Tel Aviv
- 1994: Martyr Paintings, The Museum of Israeli Art, Ramat-Gan
- 1992: The Blind Merchant, Galerie Burgrashov, Tel Aviv
- 1991: Happy Paintings, Hunter Gallery, New York
- 1988: School of Visual Arts Gallery, New York
- 1986: Sharet Gallery, Givataim

## Publikationen
- Desire and Dust, mit Texten von Buried Alive Group, Maxim Komar-Myshkin, Paul B. Preciado, Roee Rosen, Sergei Tretiakov, hrsg. von Kunsthal Charlottenburg, Billedkunstkolernes Forlag, 2020, ISBN 978-3-95679-545-9.
- Live and Die as Eva Braun and Other Intimate Stories, hrsg. von Edith-Russ-Haus für Medienkunst, mit Beiträgen von Roee Rosen, Marcel Schwierin, Moshe Zuckermann, Sternberg Press, 2017, ISBN 978-3-95679-240-3.
- The Blind Merchant (1989–1991), Sternberg Press, 2016, ISBN 9873-95679-4.
- Maxim Komar-Myshkin: Vladimir's Night, hrsg. von Galeria Labirynt, Sternberg Press, 2014, ISBN 978-3-95679-059-1.
- Sweet Sweat. Justine Frank, Roee Rosen, hrsg. von Extra City Kunsthal Antwerpen, Sternberg Press, 2009, ISBN 978-1-933128-66-5.
- Ziona, Keter Books, 2006 (Hebräisch).
- A Different Face, Hed Artzi Press, 2000 (Kinderbuch, Hebräisch).

- Martyr Paintings, mit Texten von Edna Goldstaub-Dainotto und Roberto Maria Dainotto, hrsg. von The Museum of Israeli Art, Ramat Gan, 1994.
- Lucy, Shadorian Press, 2000 (Hebräisch, übersetzt aus dem Englischen).